# Blang Riek (Mutiara Timur)
Blang Riek is een bestuurslaag in het regentschap Pidie van de provincie Atjeh, Indonesië. Blang Riek telt 422 inwoners (volkstelling 2010).